# Suplikacja
Suplikacja (łac. supplicatio, „błaganie, prośba”) – śpiew chóralny o melodii chorałowej w poezji liturgicznej; katolicka pieśń błagalna. Suplikacja ma charakter błagalny, śpiewana jest w okresach klęsk żywiołowych oraz nieszczęść.
Najbardziej znana pieśń suplikacyjna zaczyna się od słów: Święty Boże, święty mocny, jej następne słowa stanowią fragmenty litanii do Wszystkich Świętych.
W poezji suplikacje są błagalnymi prośbami bohaterów antycznych (np. prośba Priama o wydanie zwłok Hektora (Iliada), także Hymny Jana Kasprowicza).